# Jonny Magallón
José Jonny Magallón Oliva (ur. 21 listopada 1981 w Ocotlán) – meksykański piłkarz występujący na pozycji środkowego obrońcy, reprezentant Meksyku.

## Kariera klubowa
Magallón jest wychowankiem akademii juniorskiej klubu Chivas de Guadalajara, w której rozpoczął treningi jako dziesięciolatek po przenosinach z rodzinnej miejscowości Ocotlán. Do pierwszej drużyny został włączony dopiero w wieku dwudziestu trzech lat przez szkoleniowca Benjamína Galindo po kilku sezonach występów w drugoligowych rezerwach – CD Tapatío i Chivas La Piedad. W meksykańskiej Primera División zadebiutował 13 marca 2005 w zremisowanych 3:3 derbach Meksyku z Américą, zaś premierowego gola strzelił 25 września tego samego roku w wygranej 2:1 konfrontacji z San Luis. Początkowo pełnił rolę rezerwowego, w styczniu 2006 zajmując drugie miejsce w rozgrywkach kwalifikacyjnych do Copa Libertadores – InterLidze. W jesiennym sezonie Apertura 2006, mając już niepodważalne miejsce w wyjściowym składzie, zdobył za to z zespołem Chivas tytuł mistrza Meksyku i od tamtego czasu był już podstawowym stoperem ekipy. W 2007 roku dotarł do finału najbardziej prestiżowych rozgrywek kontynentu – Pucharu Mistrzów CONCACAF, zaś w 2009 roku triumfował w InterLidze. W 2010 roku doszedł natomiast do finału rozgrywek Copa Libertadores, a ogółem barwy Chivas reprezentował przez niemal osiem lat.
Latem 2012 Magallón został zawodnikiem beniaminka najwyższej klasy rozgrywkowej – Club León, gdzie od razu wywalczył sobie pewne miejsce w linii defensywy. W jesiennym sezonie Apertura 2013, tworząc podstawowy tercet stoperów z Rafaelem Márquezem i Ignacio Gonzálezem, zdobył z zespołem prowadzonym przez Gustavo Matosasa swoje drugie mistrzostwo Meksyku. Sukces ten powtórzył również podczas wiosennych rozgrywek Clausura 2014, kiedy to wywalczył trzeci tytuł mistrzowski w karierze, jednak kilka miesięcy po tym osiągnięciu zaczął tracić miejsce w wyjściowym składzie na rzecz graczy takich jak Guillermo Burdisso czy Diego Novaretti. W sezonie Apertura 2015, pełniąc głównie rolę rezerwowego, dotarł z Leónem do finału krajowego pucharu – Copa MX, a ogółem w klubie tym występował przez cztery lata, po czym zdecydowano się nie przedłużać z nim umowy.
W sierpniu 2016 Magallón jako wolny gracz podpisał kontrakt z argentyńskim Club Atlético Lanús.
| Sezon     | Klub                  | Kraj      | Rozgrywki        | Mecze | Bramki |
| --------- | --------------------- | --------- | ---------------- | ----- | ------ |
| 2002/2003 | CD Tapatío            | Meksyk    | Ascenso MX       | 34    | 1      |
| 2003/2004 | CD Tapatío            | Meksyk    | Ascenso MX       | 25    | 3      |
| 2004/2005 | Chivas de Guadalajara | Meksyk    | Liga MX          | 3     | 0      |
| 2005/2006 | Chivas de Guadalajara | Meksyk    | Liga MX          | 16    | 1      |
| 2006/2007 | Chivas de Guadalajara | Meksyk    | Liga MX          | 45    | 0      |
| 2007/2008 | Chivas de Guadalajara | Meksyk    | Liga MX          | 38    | 1      |
| 2008/2009 | Chivas de Guadalajara | Meksyk    | Liga MX          | 25    | 0      |
| 2009/2010 | Chivas de Guadalajara | Meksyk    | Liga MX          | 27    | 1      |
| 2010/2011 | Chivas de Guadalajara | Meksyk    | Liga MX          | 30    | 0      |
| 2011/2012 | Chivas de Guadalajara | Meksyk    | Liga MX          | 32    | 0      |
| 2012/2013 | Club León             | Meksyk    | Liga MX          | 37    | 0      |
| 2013/2014 | Club León             | Meksyk    | Liga MX          | 43    | 0      |
| 2014/2015 | Club León             | Meksyk    | Liga MX          | 28    | 0      |
| 2015/2016 | Club León             | Meksyk    | Liga MX          | 18    | 0      |
| 2016/2017 | CA Lanús              | Argentyna | Primera División |       |        |

## Kariera reprezentacyjna
W seniorskiej reprezentacji Meksyku Magallón zadebiutował za kadencji selekcjonera Hugo Sáncheza, 28 lutego 2007 w wygranym 3:1 meczu towarzyskim z Wenezuelą. W tym samym roku został powołany na Złoty Puchar CONCACAF, gdzie był podstawowym zawodnikiem swojej drużyny i wystąpił we wszystkich sześciu spotkaniach w wyjściowej jedenastce, natomiast jego kadra dotarła do finału, w którym przegrała ostatecznie z USA (1:2). Zaledwie kilka dni później znalazł się w składzie na turniej Copa América. Na wenezuelskich boiskach również miał pewne miejsce w składzie reprezentacji i ponownie rozegrał wszystkie sześć meczów od pierwszej minuty, a Meksykanie odpadli wówczas w półfinale, zajmując ostatecznie trzecie miejsce. Premierowe gole w kadrze narodowej strzelił 6 lutego 2008 w zremisowanym 2:2 sparingu z USA, w którym zdobył obydwie bramki dla swojej ekipy. Był także kluczowym stoperem reprezentacji podczas eliminacji do Mistrzostw Świata 2010, podczas których rozegrał trzynaście meczów i wpisał się na listę strzelców w konfrontacji z Jamajką (3:0).
W 2009 roku Magallón został powołany przez szkoleniowca Javiera Aguirre na kolejny Złoty Puchar CONCACAF, gdzie wystąpił we wszystkich sześciu meczach, a jego drużyna triumfowała w tych rozgrywkach, pokonując w finale USA (5:0). Rok później znalazł się natomiast w ogłoszonym przez Aguirre składzie kadry na Mistrzostwa Świata w RPA. Tam pozostawał jednak wyłącznie rezerwowym dla graczy takich jak Rafael Márquez, Francisco Rodríguez czy Héctor Moreno, ani razu nie pojawiając się na boisku, zaś Meksykanie odpadli wówczas z mundialu w 1/8 finału, przegrywając w nim z Argentyną (1:3). Po światowym czempionacie tylko dwukrotnie otrzymał jeszcze powołanie do drużyny narodowej i swój bilans reprezentacyjny zamknął ostatecznie na 54 występach, w których zdobył trzy bramki.